# میس ویندو
میس ویندو (به انگلیسی: Mace Windu)، یک شخصیت خیالی در مجموعه جنگ ستارگان است که ایفا گر نقش او، در سگانه پیش‌درآمد، ساموئل ال. جکسون بود.
ویندو یک استاد جدای و عضو شورای عالی جدای‌ها در واپسین سال‌های حکمرانی جمهوری کهکشانی بود و یک شمشیر نوری بنفش رنگ منحصر به فرد داشت.
او که از توانمندترین استادان جدای بود،توسط آناکین اسکای‌واکر از هویت واقعی صدراعظم پالپاتین آگاه شد و به همراه کیت فیستو و دو جدای دیگر برای دستگیری او راهی دفتر صدراعظم شد.
طی مکالماتی که صورت گرفت،پالپاتین هویت خودش را به عنوان یک سیث فاش کرد.
درگیری صورت گرفت و بجز ویندو،سه جدای دیگر توسط پالپاتین کشته شدند.
در انتهای دوئل،پالپاتین مغلوب ویندو شده و به عنوان آخرین راهکار از تکنیک صاعقهٔ خود استفاده میکند که با دفاع ویندو،دفع میشود.
در واپسین لحظات آناکین از راه میرسد و تحت تأثیر وسوسه های صدراعظم،دست ویندو را قطع کرده و با همراهی پالپاتین موجب سقوط او از دفتر صدارت به پایین میشود.

## اولین حضور
اولین حضور او مربوط به فیلم تهدید شبه میشود که در سال 1999 میلادی منتشر شد که جزوی از سه گانه پیش در آمد بود.بازیگر این نقش ساموئل ال. جکسون بود.

## حضور در دیگر آثار
میس ویندو علاوه بر حضور در سه‌گانه پیش‌درآمد جنگ ستارگان، در چندین انیمیشن و کمیک نیز ظاهر شده‌است. از جمله در سریال انیمیشنی Star Wars: The Clone Wars که نقش رهبری عملیات‌های جدای در طول جنگ‌های کلون را بر عهده داشت و در بعضی اپیزودها با شخصیت‌هایی مانند یودا و اوبی‌وان کنوبی همکاری می‌کرد. همچنین در مجموعه کمیک Star Wars: Jedi of the Republic – Mace Windu به ماجراهای جداگانه او در دوران جمهوری کهکشانی پرداخته شده‌است. این داستان‌ها جنبه‌های بیشتری از شخصیت، فلسفه و مهارت‌های رزمی ویندو را برای طرفداران آشکار می‌سازند.